# Bogania
Genre
Bogania est un genre d'opilions laniatores de la famille des Phalangodidae.

## Distribution
Les espèces de ce genre sont endémiques d'Australie. Elles se rencontrent en Nouvelle-Galles du Sud et au Queensland.

## Liste des espèces
Selon World Catalogue of Opiliones (08/10/2021) :
- Bogania advena Cantrell, 1980
- Bogania distincta Cantrell, 1980
- Bogania exigua Cantrell, 1980
- Bogania granulata Forster, 1955
- Bogania neogranulata Cantrell, 1980

## Publication originale
- Forster, 1955 : « Further Australian harvestmen (Opiliones). » Australian Journal of Zoology, vol. 3, p. 354–411.